# Abseudrapa metaphaearia
Abseudrapa metaphaearia is een vlinder van de familie van de spinneruilen (Erebidae), van de onderfamilie van de Calpinae. De wetenschappelijke naam van deze soort is voor het eerst voorgesteld als Tachosa metaphaearia door Francis Walker in een publicatie uit 1869.
De soort komt voor in Congo-Kinshasa.